# Piedra Plat
Piedra Plat is een plaats in de Arubaaanse regio Paradera. Zij ligt ten noorden van de Hooiberg. In 2010 telde Piedra Plat 2.419 inwoners.

## Overzicht
In 1898 werd de protestantse kerk van Piedra Plat gesticht. In 1901 werd er een school bijgebouwd. De kerk werd in 1932 zwaar beschadigd door een storm, en in 1934 vervangen door het huidige gebouw. Piedra Plat beschikt over een entertainment centrum voor bruiloften, recepties, en vergaderingen.
De lokale voetbalclub is SV Britannia die in de Arubaanse Division Honor speelt.

## Landbouwstation Santa Rosa
In 1976 werd het experimenteel landbouwstation Santa Rosa in Piedra Plat opgericht door het ministerie van Landbouw, Veeteelt en Visserij. Het houdt zich bezig het ontwikkelen van landbouw en veeteelt die geschikt is voor het eiland en aansluit bij de behoeftes van de bevolking. Santa Rosa organiseert maandelijks een boerenmarkt. Het landbouwstation was verantwoordelijk voor het planten van 10.000 fruitbomen in woonwijken over het hele eiland.

## Geboren
- Ricardo Croes, politicus

## Galerij

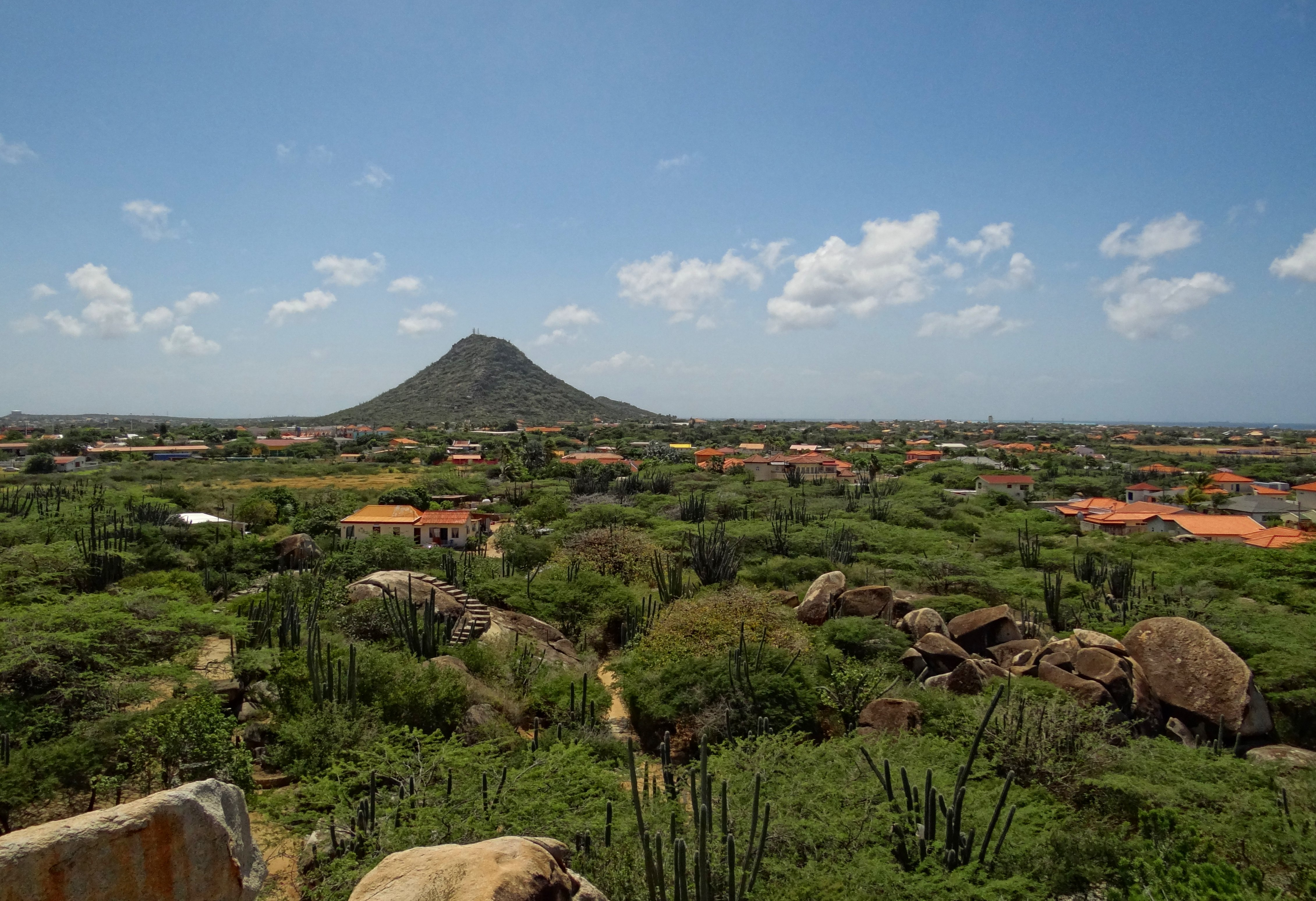
De Hooiberg gezien vanaf Piedra Plat
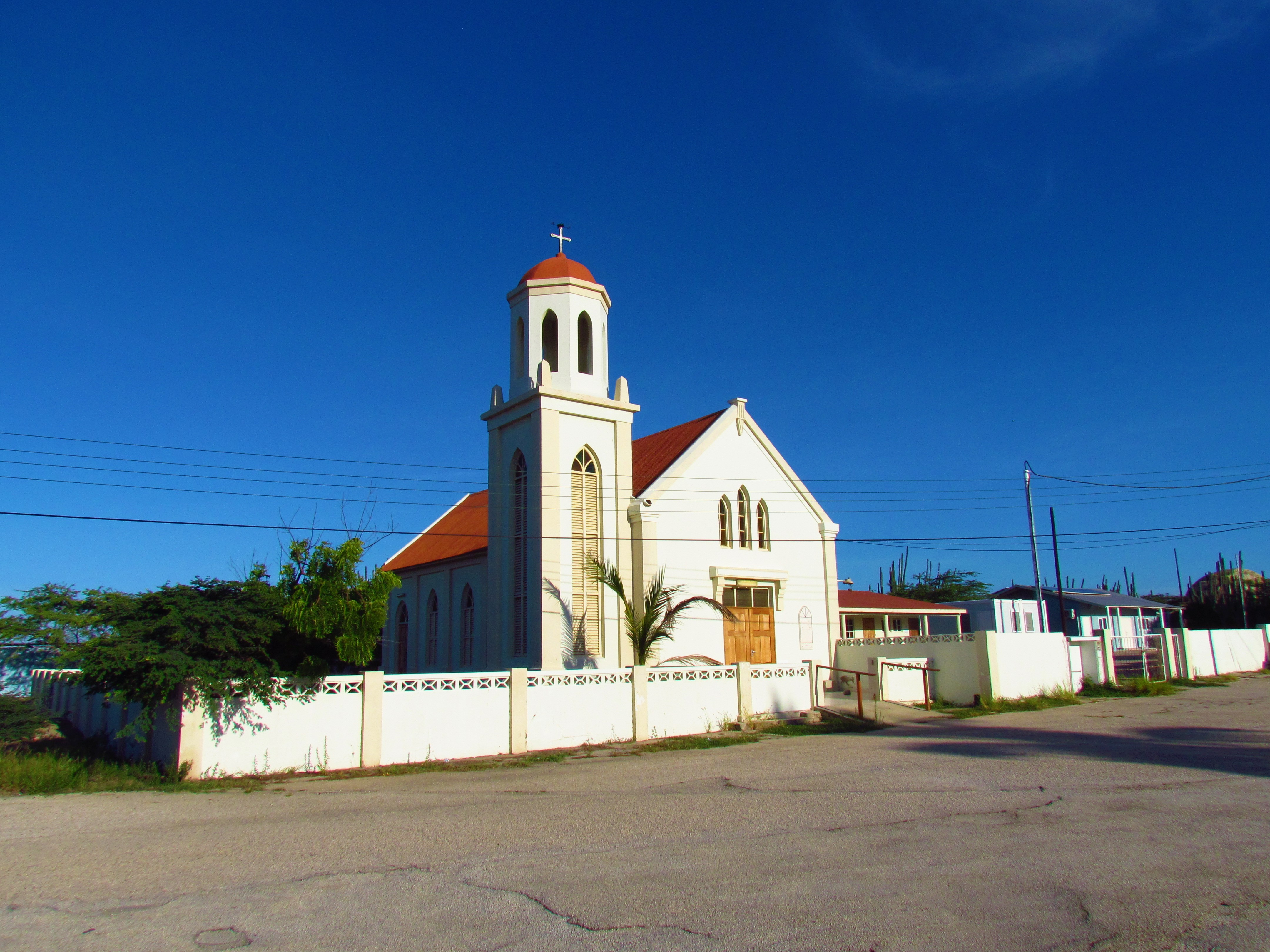
De kerk vanaf de straat